# Uracoa
Uracoa – miasto w Wenezueli, w stanie Monagas.